# 維新百年記念公園陸上競技場

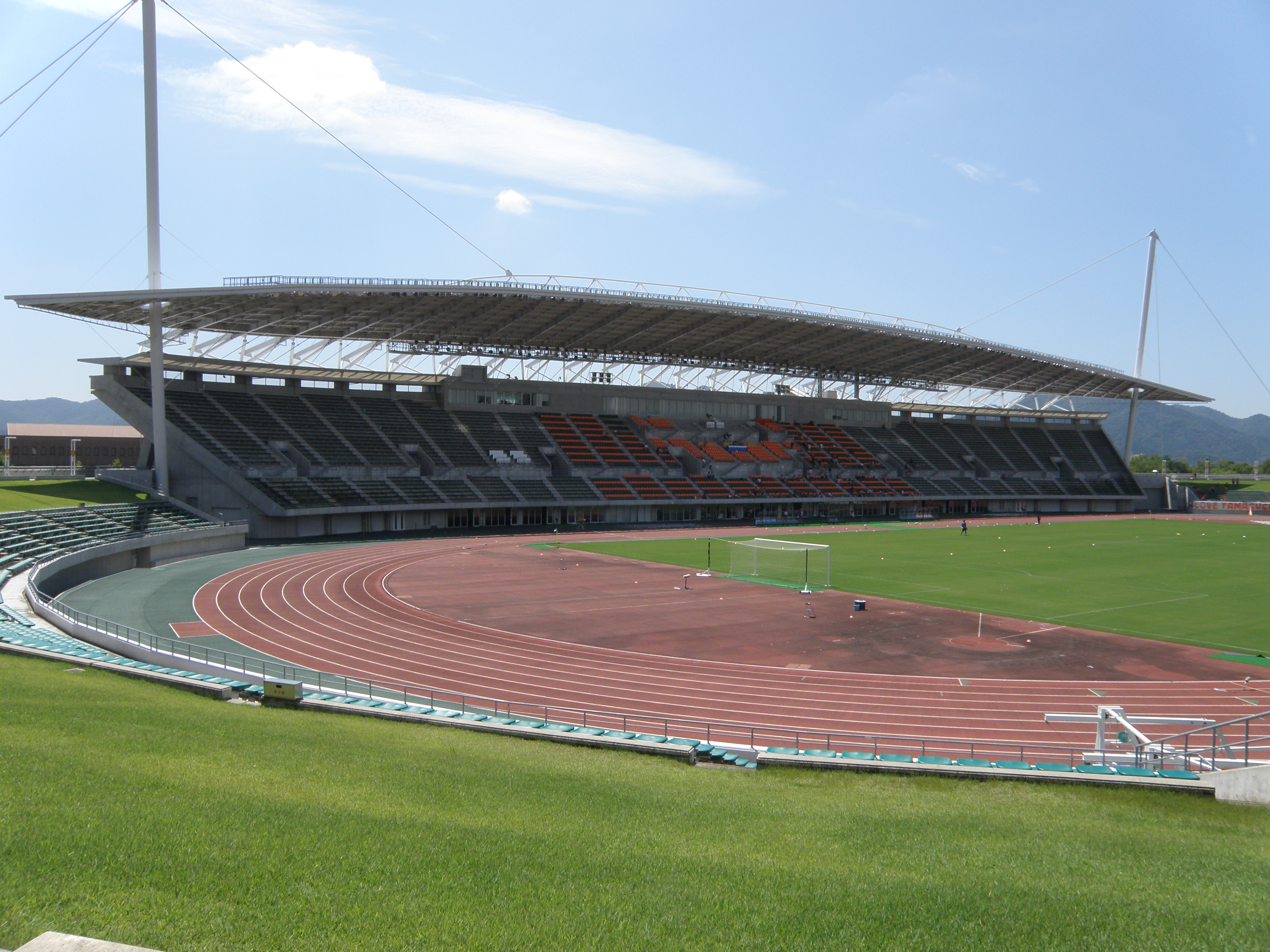
メインスタンド

維新百年記念公園陸上競技場（いしんひゃくねんきねんこうえんりくじょうきょうぎじょう、英: Ishin Memorial Park Stadium）は、山口県山口市の維新百年記念公園内にある陸上競技場兼球技場。「維新みらいふスタジアム」（いしんみらいふスタジアム、略称「みらスタ」）の呼称を用いている（詳細は後述）。

施設は山口県が所有し、一般財団法人山口県施設管理財団が指定管理者として運営管理を行っている。

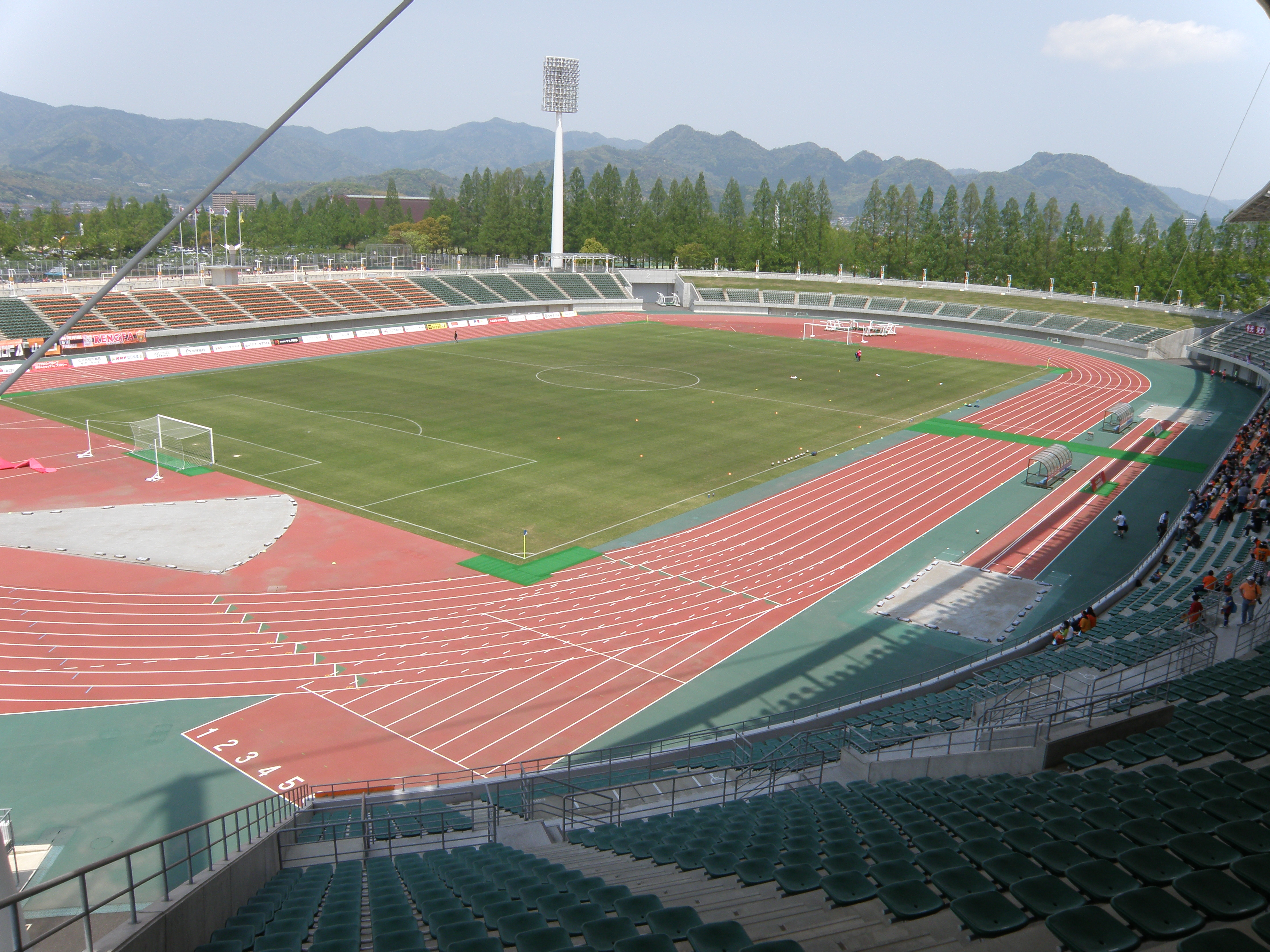
メインスタンド（第4コーナー側）からフィールドを臨む

## 概要
1963年（昭和38年）5月に、同年10月開催の第18回国民体育大会の主会場「山口県営陸上競技場」として建設された、維新百年記念公園内で最も古くからある施設である。
現在の競技場は、2011年（平成23年）に山口県で開催された第66回国民体育大会（おいでませ!山口国体）、第11回全国障害者スポーツ大会（おいでませ!山口大会）の主会場とすることを念頭に、2007年（平成19年）からの4年計画 で改築が行われたものである。
設計のコンセプトとして以下の3点を掲げている。
山なみと調和した雲のような風景
山々や公園の並木に囲まれた周囲の景観との調和に配慮し、メインスタンドの屋根はスタンド頂部を支点に高さ56.2mの2本のマストで吊られた半吊り屋根構造となっている（なお、屋根があるのはメインスタンドのみで、サイドスタンド・バックスタンドには屋根がない）。
誰もがスポーツを楽しめる空間
トップアスリート向けだけではなく、一般県民にも広く利用されることを想定し、バリアフリーの対策としてエレベーターやスロープの設置といったユニバーサルデザインに配慮している。
エコロジカルな競技場
雨水や地下水、太陽光などの自然エネルギーを有効に循環させて利用させている。
改築にあたっては、日本陸上競技連盟第1種公認基準適合と共に、（当時はチームの無かった）J2クラスの本拠地誘致を見据えて各種規格が見直され、トラックを400m×9レーン に増加、雨天走路の新設、バックスタンドおよびサイドスタンド下部の椅子席化（サイドスタンド上部は芝生席）とメインスタンド椅子席の個席化、夜間照明（鉄塔4基・1500ルクス確保）、大型映像装置（西側サイドスタンド裏）の設置などが行われた。
新競技場はスタンド整備の落札業者が指名停止になるなどの問題のため一般競争入札が3度行われるなどのトラブルもあったが、当初の計画より半年遅れの2011年（平成23年）3月19日に完成した。翌日の第39回全日本実業団ハーフマラソン大会がこけら落しとなる予定だったが、東日本大震災の影響でオープニングセレモニー並びに全日本実業団ハーフマラソン大会が中止となった。2013年に当時中国リーグ所属だったレノファ山口FCがJリーグ準加盟した際に本競技場をホームスタジアム登録しており、2014年以後JFLおよびJリーグでのレノファのホームゲームは主に本競技場で開催されている。
完成当初の収容人員は20,000人とされていたが、J2以上の公式戦では芝生席が認められていないこと、レノファ山口がJ2に参入する際の2015年のJ2ライセンス審査において「芝生の常緑化」「常設記者席の設置」の必要性が指摘され2015年度末に改修工事を実施した 関係で、2016年時点での「入場可能数」は14,850人となっており、J1基準（収容人員15,000人以上）は満たしていない。これについて、山口県知事の村岡嗣政は2016年5月17日の定例記者会見でレノファのJ1ライセンス申請に関連して「座席の増設など申請に必要な施設についてJリーグと打ち合わせて、支障がないようにしたい」とJ1ライセンス基準に適合した改修を行う計画があることを示唆、2016年シーズンオフに両サイドスタンドの芝生席の一部を立ち見席に改修してJ1基準をクリアした。現在の収容人員は固定席（立見席含む）15,115人、芝生席4,460人、車椅子席68人の計19,643人。
なお、「山口県営陸上競技場」（改修前）の施設概要は以下の通り。
- 日本陸上競技連盟第一種（旧基準）公認競技場。
- トラック：400m×8レーン（全天候型）
- フィールド：101m×71m（天然芝）
- 収容人員：23,000人（ベンチシートのメインスタンド＋バックスタンド・サイドスタンド芝生席）

## 命名権
山口県の行財政構造改革の財源確保対策の一環として、県有施設では初めて命名権の導入を決定。年額1,000万円以上の3-5年契約で愛称に「陸上競技場」又は「スタジアム」、かつ「維新」の文字を必ず入れることを条件に2017年10月10日から10月31日の期間で命名権者を募った ところ、2者の応募があった。
条件等を勘案して福岡県久留米市に本社を置き、防府市にグループ会社（三田工業）を有する建築資材販売会社「みらいふ」との間で命名権契約の締結を行った。
命名権による愛称は「維新みらいふスタジアム」（英: Ishin Me-Life Stadium、略称：みらスタ）で、契約期間は2018年1月12日から5年間、契約金額は年額1,200万円（税別）。2022年12月と2024年12月にそれぞれ2年間の命名権契約の更新を行なっており、現在の契約期間は2027年（令和9年）1月11日まで。

## 開催された主なイベント・大会

### 陸上競技
- 第62回全日本実業団対抗陸上競技選手権大会（2014年）
- 全日本実業団ハーフマラソン（1991年-）[12]
- 田島直人記念陸上競技大会（2011年-）
- 第102回日本陸上競技選手権大会（2018年6月22日-24日）[13]
- 第72・73回全日本実業団対抗陸上競技選手権大会（2024・25年）

### サッカー
- 天皇杯 JFA 全日本サッカー選手権大会
- Jリーグ・レノファ山口FCのホームゲーム
- 中国サッカーリーグの公式戦
- 第37回全国地域サッカーリーグ決勝大会一次リーグ・グループC
- 第48回日本クラブユースサッカー選手権 (U-18)大会

### その他
- 第18回国民体育大会（1963年）
- 第66回国民体育大会（おいでませ!山口国体）（2011年）
- 第11回全国障害者スポーツ大会（おいでませ!山口大会）（2011年）

## アクセス
- 鉄道
  - JR西日本 山口線 大歳駅から1km（徒歩10[14]-12分[15]）
  - JR西日本 山口線 矢原駅から1km（徒歩10[14]-16分[15]）
    - レノファ山口FCでは2015年までは矢原駅を最寄り駅として案内していたが、2016年シーズンより大歳駅を最寄り駅として案内している。
- バス
  - JR山陽新幹線 新山口駅から防長交通バス「競技場経由県庁前・宮野車庫・スポーツの森前・宮野温泉・道の駅仁保の郷」行きで「陸上競技場前」下車すぐ[16]
- 自動車
  - 中国自動車道 小郡ICより国道9号を山口方面へ約4km[14]
  - 山口宇部道路 朝田ICから0.7 km
  - JR新山口駅から12km（約20分）[14]
  - JR山口線 湯田温泉駅から3km（約6分）[14]